# هنري كوهن (ملحن فرنسي)
هنري كوهن (بالفرنسية: Henry Cohen)‏ هو منظر موسيقى وملحن فرنسي، ولد في 21 أبريل 1806 في أمستردام في هولندا، وتوفي في 17 مايو 1880 في Bry-sur-Marne ‏ في فرنسا.

## وصلات خارجية
- هنري كوهن على موقع ميوزك برينز (الإنجليزية)